# 헤르만 데니스
헤르만 구스타보 데니스(이탈리아어: Germán Gustavo Denis, 1986년 4월 19일 ~ )는 아르헨티나의 축구 선수이다. 현재는 세리에 D의 클럽 레알 칼레피나에서 뛰고 있다. 그의 애칭은 탱크라는 의미의 엘 탕케(el tanque)이다. 그 이유는 그가 피지컬적으로 강하기 때문이다.